# Kevin Whately
Kevin Whately (født 6. februar 1951) er en britisk skuespiller. Han er bedst kendt for sine roller som sergent Lewis i Inspector Morse og spin-off serien  Lewis og som Neville Hope i tv-serien Auf Wiedersehen, Pet.